# 班布爾
班布爾（羅馬化：Bonpur）是伊朗的城市，位於該國東南部，由錫斯坦－俾路支斯坦省負責管轄，距離伊朗沙赫爾22公里，海拔高度510米，2006年人口9,073，居民主要是俾路支人。